# 부르봉 왕정복고
부르봉 왕정복고(프랑스어: Restauration)는 1815년 나폴레옹 정권이 실각함에 따라 프랑스 제1제국이 몰락하고 프랑스 혁명으로 쫓겨난 프랑스의 기존 왕실인 부르봉가가 복귀하여 세운 왕정이 통치한 시대이다. 일정액 이상의 세금을 납부한 자만이 선거권이 주어졌으며, 샤를 10세 때는 혁명 때 외국으로 쫓겨난 귀족들이 복권(10억 프랑법)되는 등 반동 정책을 지향했다.

## 같이 보기
- 프랑스의 군주
- 프랑스
- 프랑스 제1제국